# Eugenia pistaciifolia
Eugenia pistaciifolia är en myrtenväxtart som beskrevs av Dc.. Eugenia pistaciifolia ingår i släktet Eugenia och familjen myrtenväxter. Inga underarter finns listade i Catalogue of Life.